# Cmentarz żydowski w Żaganiu
Cmentarz żydowski w Żaganiu – cmentarz żydowski w Żaganiu, mieści się przy ulicy Berka Joselewicza. W czasie II wojny światowej został zniszczony. Obecnie na jego terenie znajdują się ogródki działkowe. Nie zachowała się żadna macewa. Nekropolia miała powierzchnię 0,89 ha.